# Поликарпов И-16
Поликарпов И-16 је био совјетски ловачки авион из периода 1930-их година и Другог свјетског рата. Био је најважнији совјетски ловац тог времена, учествујући у неколико ратних сукоба.

## Развој
Прототип ЦКБ-12 је у вријеме настанка био изузетно напредан авион - једнокрилац са увлачивим стајним трапом и елисом промјењивог корака. Већ прве верзије су биле брже и до 100 km/h од ловаца других земаља. Конструкција трупа је била дрвена, а крила метална, са дијеловима пресвученим платном. Ловац је био малих димензија и одличне покретљивости, брзине пењања и обрушавања. Митраљези брзине гађања 1800 метака у минути су били ефикасни против тадашњих авиона лаке конструкције.
Руски надимак авиона И-16 је био „ишак“ или „ишачок“ (магарац), од почетних слова ознаке авиона (и-ш).
Једна од многобројних верзија авиона И-16 је била и И-16 СПБ (брзи обрушавајући бомбардер) са бомбом од 100 kg испод трупа.
У развојне занимљивости треба убројити качење авиона И-16 на бомбардер Тупољев ТБ-1 или ТБ-3 (за одбрану истог или обрушавање на земаљске циљеве).
Ова комбинација је оперативно искориштена 1941. за нападе на мостове у Румунији.

## У борби
И-16 се први пут нашао у борби за вријеме Шпанског грађанског рата 1936—1939. заједно са авионима Поликарпов И-15. Покретљивост, брзина и добре особине су одмах истакле И-16 у борбама, и добио је два надимка: Mosca (Мува, Мушица - од републиканаца) и Rata (Пацов - од фашиста). Фашисти до појаве Месершмита Bf-109Б нису имали ниједан авион који се по брзини могао мјерити са И-16, и јединице опремљене авионом су имале мале губитке. Bf-109Б и новије верзије су преотеле примат у ваздуху од И-16 крајем рата, а Шпанци су наставили да користе заробљене И-16 тип 10 све до 1952.
Друго ратиште за И-16 је било Кина и Монголија (Халхин Гол), гдје су се борили против разних јапанских типова авиона. Иницијално врло успјешни, равнотежа је углавном успостављена јапанским типовима Накаџима Ки-27 и Мицубиши А5М од 1939. Примат су преузели Јапанци потпуно појавом ловца Мицубиши А6М Зеро.
Касније верзије авиона су добијале све јаче моторе и боље наоружање, али је у вријеме њемачког напада на СССР 1941. авион већ био дјелимично застарио. Упркос томе, велики дио ловаца совјетског РВ су били И-16, и поднијели су главни терет ваздушних борби са Нијемцима и њиховим савезницима у првој години рата. Херојски су кориштени и за ударе у противничке авионе (Таран - ваздушни ован), нападе на земаљске циљеве и друге задатке.
Данас се И-16 сматра за један од најзначајнијих борбених авиона у историји.

## Карактеристике
- Ловац, јуришни авион, авион за обуку
- Посада: 1, 2 (авион за обуку)
- Први лет прототипа: 31. децембар 1933.
- Уведен у употребу: 1934-1935.
- Крај производње: 1942.
- Произвођач: Поликарпов
- Димензије
- Дужина: (до типа 18) 6.075 m, (18, 24, УТИ) 6.125
- Размах: 9
- Висина: (до типа 18) 2.45 m, (18, 24, УТИ) 2.56
- Површина крила: ?
- Масе
- Празан: (тип 1) 998 Kg, (типови 4, 5, 10) 1266, (тип 18) 1410, тип 24 1490
- Оптерећен: (тип 1) 1345 Kg, (тип 4) 1422, (тип 5) 1660, (тип 10) 1715, (тип 17) 1810, (тип 18) 1830, (тип 24) 1912
- Максимална полетна маса: (тип 24) 2062
- Погонска група
- Мотор: један, (тип 1) 480 КС М-22 са 9 цилиндара, (тип 4) 725 КС М-25А, (типови 5, 10, 17) 775 КС М-25Б, (типови 18 и 24) 1000 КС М-62Р

## Перформансе
- Максимална брзина: (тип 1) 360 Km/h, (типови 4 до 18) 450-465 Km/h, (тип 24) 525
- Радијус дејства: (типови 1-18) 800 Km, (тип 24) 400, са допунским резервоарима 700
- Оперативни плафон: типично око 9000
- Брзина уздизања: типично око 850 m у минути

## Наоружање
- Стрељачко:
  - (типови 1, 4, 5) 2 митраљеза 7.62  ШКАС у крилима са по ? метака сваки
  - (тип 10) 2 митраљеза 7.62  ШКАС у крилима са по ? метака сваки и 2 митраљеза 7.62  ШКАС у трупу испред кабине са по ? метака сваки
  - (тип 17) 2 топа 20 mm ШВАК у крилима са по ? граната сваки и 2 митраљеза 7.62  ШКАС у трупу испред кабине са по ? метака сваки
  - (тип 18) - као тип 10 или тип 17
  - (тип 24) - као тип 17
  - (тип СПБ) разни топови и митраљези
- Бомбе:
- (тип СПБ) највише до 100
- Ракете:
- разне верзије су касније добиле подкрилне носаче за 2 ракете РС-82